# Route 143 (Québec)
Pour les articles homonymes, voir Route 143.
La route 143 (R-143) est une route nationale québécoise d'orientation nord / sud située au sud du fleuve Saint-Laurent. Elle dessert les régions administratives de l'Estrie et du Centre-du-Québec.

## Tracé

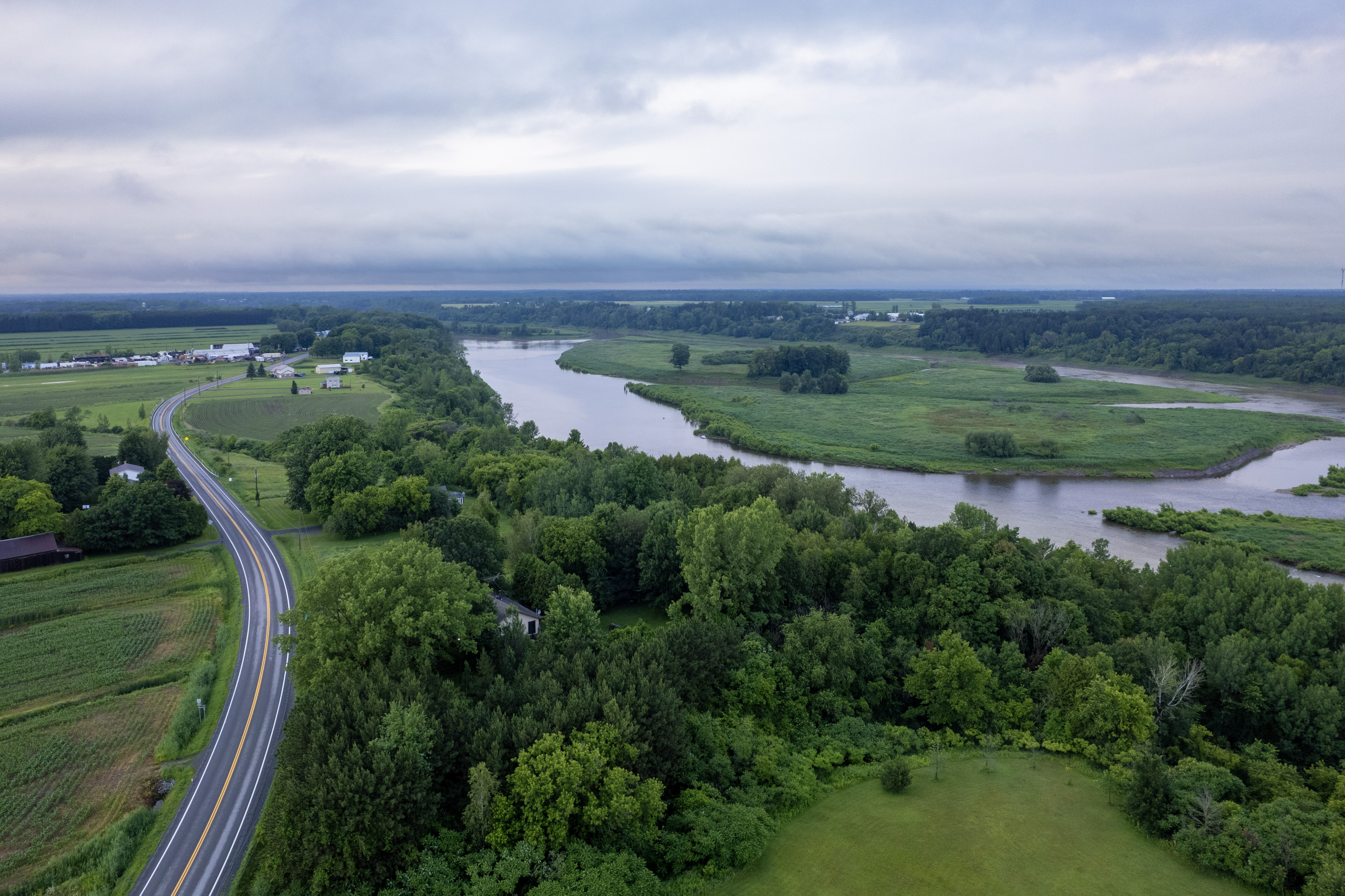
La route 143 longe à plusieurs endroits la rivière Saint-François.

La route 143 débute à la frontière américaine à Stanstead et se dirige vers Sherbrooke, où elle commence à longer la rivière Saint-François. Elle traverse les villes de Windsor et de Richmond, où elle enjambe la rivière Saint-François sur le pont Frédérick-Coburn. Elle effectue, immédiatement, un virage à droite pour longer le côté ouest de la rivière Saint-François, avant de s'en éloigner légèrement à Ulverton. Par contre, elle reste parallèle à celle-ci jusqu'à son extrémité nord. Elle traverse le centre-ville de Drummondville sous l'appellation « Boulevard Saint-Joseph ». Toujours à Drummondville, elle emprunte l'A-20 pour 2 kilomètres. Par la suite, elle continue son chemin vers le nord et se termine sur la route 132 à Saint-François-du-Lac.
Elle est parallèle à l'A-55 entre la frontière américaine et Drummondville. De Drummondville à son extrémité nord, elle est parallèle à la route 122 à environ 10 kilomètres à l'est de celle-ci.

## Frontière internationale
À son extrémité sud, à Stanstead, la route 143 relie le Québec à l'État du Vermont, aux États-Unis. Au sud de la frontière, la route 143 poursuit son chemin sous le nom de US 5. La route entre au Vermont par le village de Derby Line, dans le comté d'Orleans. Le poste frontalier est ouvert à l'année, 24/7, et ne compte qu'une seule voie d'entrée.

## Localités traversées (du sud au nord)
Liste des municipalités dont le territoire est traversé par la route 143, regroupées par municipalité régionale de comté.

### Estrie
Memphrémagog
- Stanstead

Coaticook
- Stanstead-Est

Memphrémagog
- Hatley (Municipalité)
- Hatley (Canton)

Coaticook
- Waterville

Hors MRC
- Sherbrooke
  - Arrondissement Lennoxville
  - Arrondissement Les Nations
  - Arrondissement Brompton–Rock Forest–Saint-Élie–Deauville

Le Val-Saint-François
- Val-Joli
- Windsor
- Cleveland
- Richmond
- Melbourne
- Ulverton

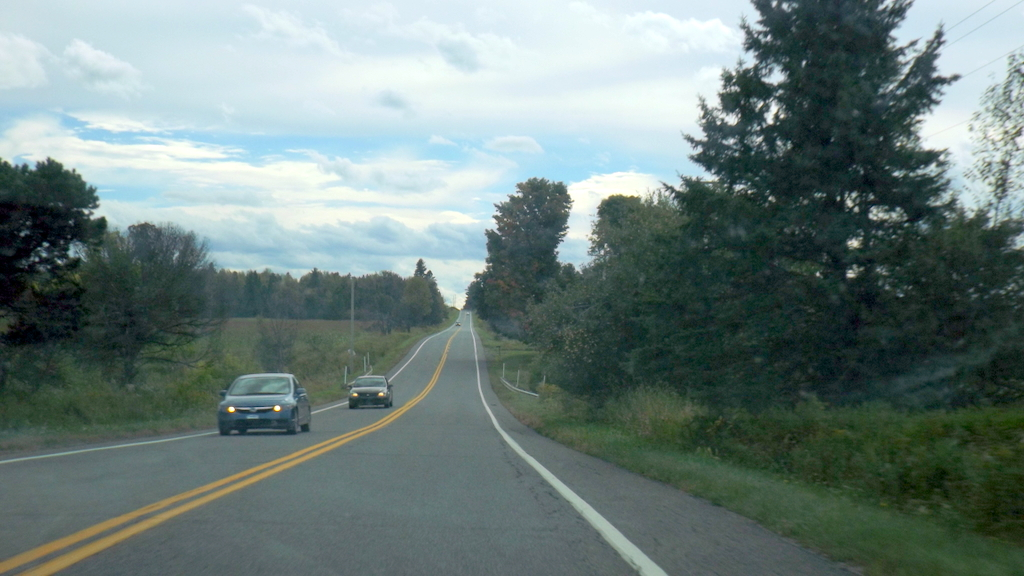
À Hatley
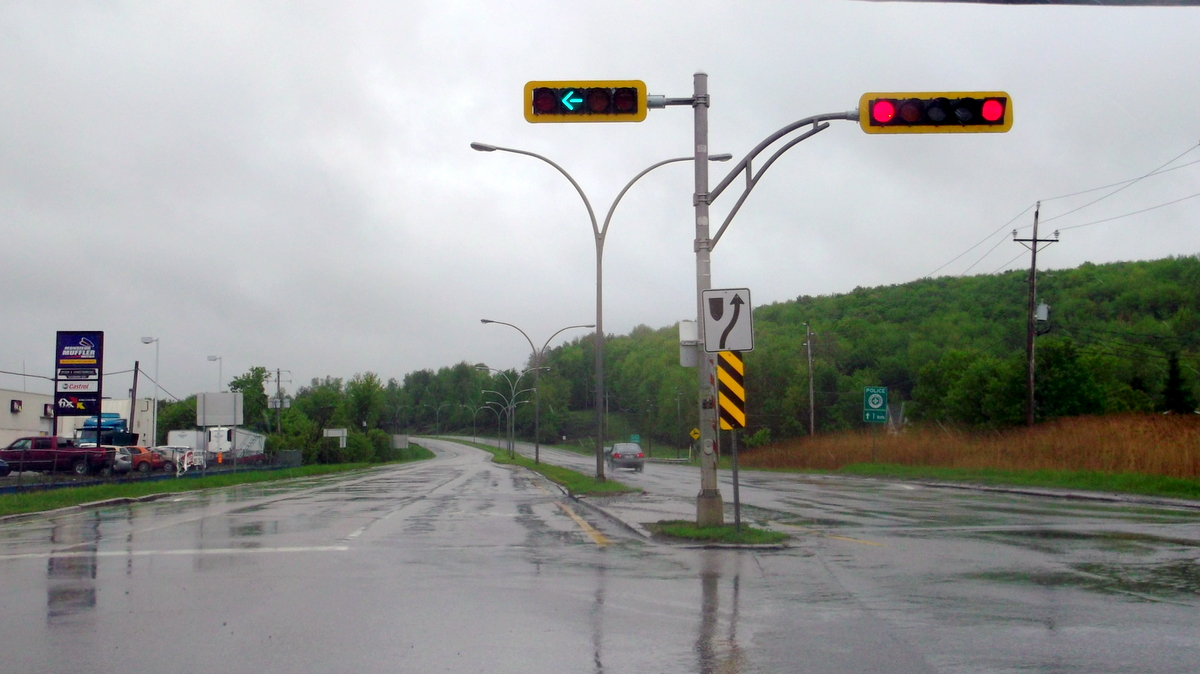
À Richmond
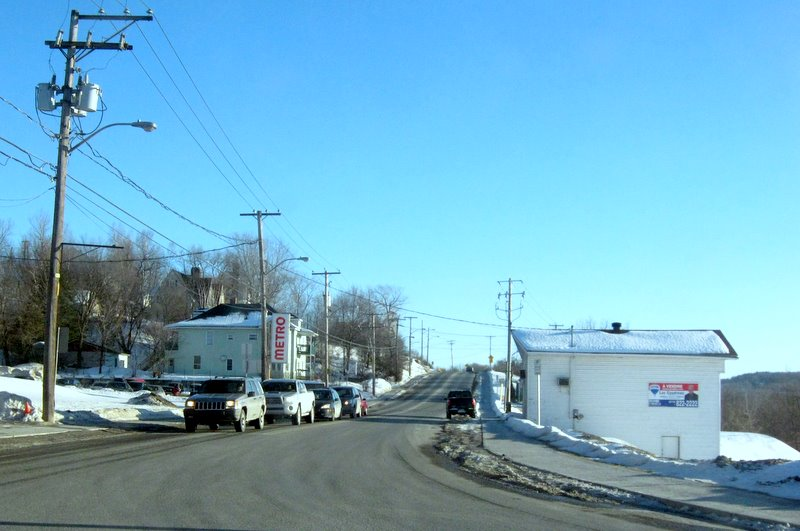
À Windsor

### Centre-du-Québec
Drummond
- L'Avenir
- Drummondville
- Saint-Majorique-de-Grantham
- Saint-Bonaventure
- Saint-Pie-de-Guire

Nicolet-Yamaska
- Saint-François-du-Lac

## Intersections majeures
| MRC                     | Municipalité          | km     | Destinations                                                                  | Notes                                                                                       |
| ----------------------- | --------------------- | ------ | ----------------------------------------------------------------------------- | ------------------------------------------------------------------------------------------- |
| Memphrémagog            | Stanstead             | 0,00   | US 5 sud – Derby Line                                                         | Continue au Vermont                                                                         |
| Memphrémagog            | Stanstead             | 0,20   | R-247 – Beebe, Fitch Bay                                                      |                                                                                             |
| Memphrémagog            | Stanstead             | 2,60   | A-55 – Frontière U.S.A., Sherbrooke                                           | Sortie 2 de l'A-55                                                                          |
| Coaticook               | Stanstead-Est         | 17,60  | R-141 – Ayer's Cliff, Coaticook                                               |                                                                                             |
| Memphrémagog            | Hatley                | 22,00  | R-208 ouest – Ayer's Cliff                                                    | Terminus sud du multiplex avec la R-208                                                     |
| Memphrémagog            | Hatley                | 22,60  | R-208 est – Hatley                                                            | Terminus nord du multiplex avec la R-208                                                    |
| Coaticook               | Waterville            | 40,80  | R-108 ouest – North Hatley                                                    | Terminus sud du multiplex avec la R-108                                                     |
| Coaticook               | Waterville            | 44,10  | R-147 sud – Coaticook                                                         | Terminus nord de la R-147                                                                   |
| Sherbrooke              | Sherbrooke            | 45,40  | A-410 / R-108 est – Cookshire-Eaton, Montréal, Drummondville                  | Terminus nord du multiplex avec la R-108; sortie 13 de l'A-410                              |
| Sherbrooke              | Sherbrooke            | 50,80  | R-216 (Rue Galt)                                                              |                                                                                             |
| Sherbrooke              | Sherbrooke            | 51,90  | R-112 (Rue King)                                                              |                                                                                             |
| Sherbrooke              | Sherbrooke            | 58,30  | R-222 ouest vers A-55 – Valcourt, Saint-Denis-de-Brompton                     | Terminus est de la R-222                                                                    |
| Le Val-Saint-François   | Windsor               | 74,70  | R-249 vers A-55 – Saint-François-Xavier-de-Brompton, Saint-Georges-de-Windsor |                                                                                             |
| Le Val-Saint-François   | Richmond              | 90,20  | R-116 est – Danville, Victoriaville, Val-des-Sources                          | Terminus sud du multiplex avec la R-116; Val-des-Sources indiqué en direction sud seulement |
| Le Val-Saint-François   | Richmond              | 91,30  | R-243 nord – Saint-Félix-de-Kingsey                                           | Terminus sud du multiplex avec la R-243                                                     |
| Le Val-Saint-François   | Richmond              | 92,10  | R-116 ouest – Drummondville, Acton Vale                                       | Terminus nord du multiplex avec la R-116; Acton Vale indiqué en direction sud seulement     |
| Le Val-Saint-François   | Richmond              | 92,40  | R-243 sud – Melbourne                                                         | Terminus nord du multiplex avec la R-243                                                    |
| Drummond                | Drummondville         | 120,60 | R-139 sud vers A-55 – Acton Vale, Wickham                                     | Terminus nord de la R-139                                                                   |
| Drummond                | Drummondville         | 129,20 | R-122 est (Rue Saint-Georges)                                                 | Terminus sud du multiplex avec la R-122                                                     |
| Drummond                | Drummondville         | 129,50 | R-122 ouest (Rue Saint-Pierre) vers A-55                                      | Terminus nord du multiplex avec la R-122                                                    |
| Drummond                | Drummondville         | 131,90 | A-20 est / A-55 nord – Québec                                                 | Terminus sud du multiplex avec l'A-20 / A-55; sortie 177 de l'A-20 / A-55                   |
| Drummond                | Drummondville         | 133,90 | A-20 ouest / A-55 sud – Montréal                                              | Terminus nord du multiplex avec l'A-20 / A-55; sortie 175 de l'A-20 / A-55                  |
| Drummond                | Saint-Bonaventure     | 148,80 | R-224 ouest – Saint-Guillaume                                                 | Terminus est de la R-224                                                                    |
| Nicolet-Yamaska         | Saint-François-du-Lac | 165,80 | R-132 – Pierreville, Nicolet, Sorel-Tracy                                     |                                                                                             |
| - Terminus de multiplex |                       |        |                                                                               |                                                                                             |